# 硫化水素ナトリウム
硫化水素ナトリウム（りゅうかすいそナトリウム、sodium hydrogen sulfide、Sodium bisulfide）は組成式が NaSH（NaHSとされることもある） の無機化合物であり、水硫化ナトリウムや、水硫化ソーダとも呼ばれる。還元性、腐食性、強い潮解性があり、水、アルコールに可溶。空気中の酸素、二酸化炭素によってチオ硫酸ナトリウム、亜硫酸ナトリウム、炭酸ナトリウムに分解する。また、酸との接触で硫化水素を発生し、水溶液の状態でも常時わずかずつであるが硫化水素を発生する。

## 合成
通常、実験室ではナトリウムメトキシドと硫化水素から合成する。
{\displaystyle {\ce {NaOMe\ + H2S -> NaSH\ + MeOH}}}
NaSHの品質はヨウ素還元滴定によって分析され、SH-の力によってI2が還元される。